# エレーナ・シュシュノワ
エレーナ・シュシュノワ（露: Елена Львовна Шушунова、英: Yelena Shushunova、1969年5月23日 - 2018年8月16日）は、ソビエト連邦の女子体操競技選手である。

## プロフィール
レニングラード（現在のサンクトペテルブルク）出身。
1984年のロサンゼルスオリンピック以降、1988年のソウルオリンピックまでソビエト連邦の女子体操チームの中心選手として活躍し、1985年の世界体操選手権および、ソウルオリンピックで団体総合優勝に貢献した。個人総合においてもルーマニア勢と熾烈な優勝争いをつねに演じていた。中でもソウルオリンピックではダニエラ・シリバシュ（ルーマニア）と歴史に残る名勝負を演じた。
競技スタイルは従来のオルガ・コルブトやナディア・コマネチなどのようなアクロバテックな演技とは一味違い、女性らしい動きを重視した演技構成が中心であった。
現役引退後はサンクトペテルブルク（ロシア）に在住し、国際審判員として各種大会の競技審判を行っていた。
2018年8月16日、サンクトペテルブルクに於いて肺炎の合併症などにより死去した。49歳没。

## 主な成績
- 1985年 モントリオール世界体操選手権個人総合優勝
- 1987年 ロッテルダム世界体操選手権個人総合2位、種目別跳馬、床運動優勝、平均台2位、段違い平行棒3位
- 1988年 ソウルオリンピック個人総合金メダル